# Victoria Duval
Pour les articles homonymes, voir Duval.
Victoria Duval, née le 30 novembre 1995 à Miami, est une joueuse de tennis professionnelle américaine d'origine haïtienne.
Elle atteint son meilleur classement en carrière, 87e mondiale, le 4 août 2014.
Elle a été par le passé entraînée par Nick Bollettieri et bénéficie désormais d'un entrainement organisé par l'USTA.
Duval suit une formation à l'Académie de tennis JOTAC à Port-au-Prince. Elle a également été formée à l'Académie de Tennis RCS à Atlanta.

## Biographie

### Jeunesse

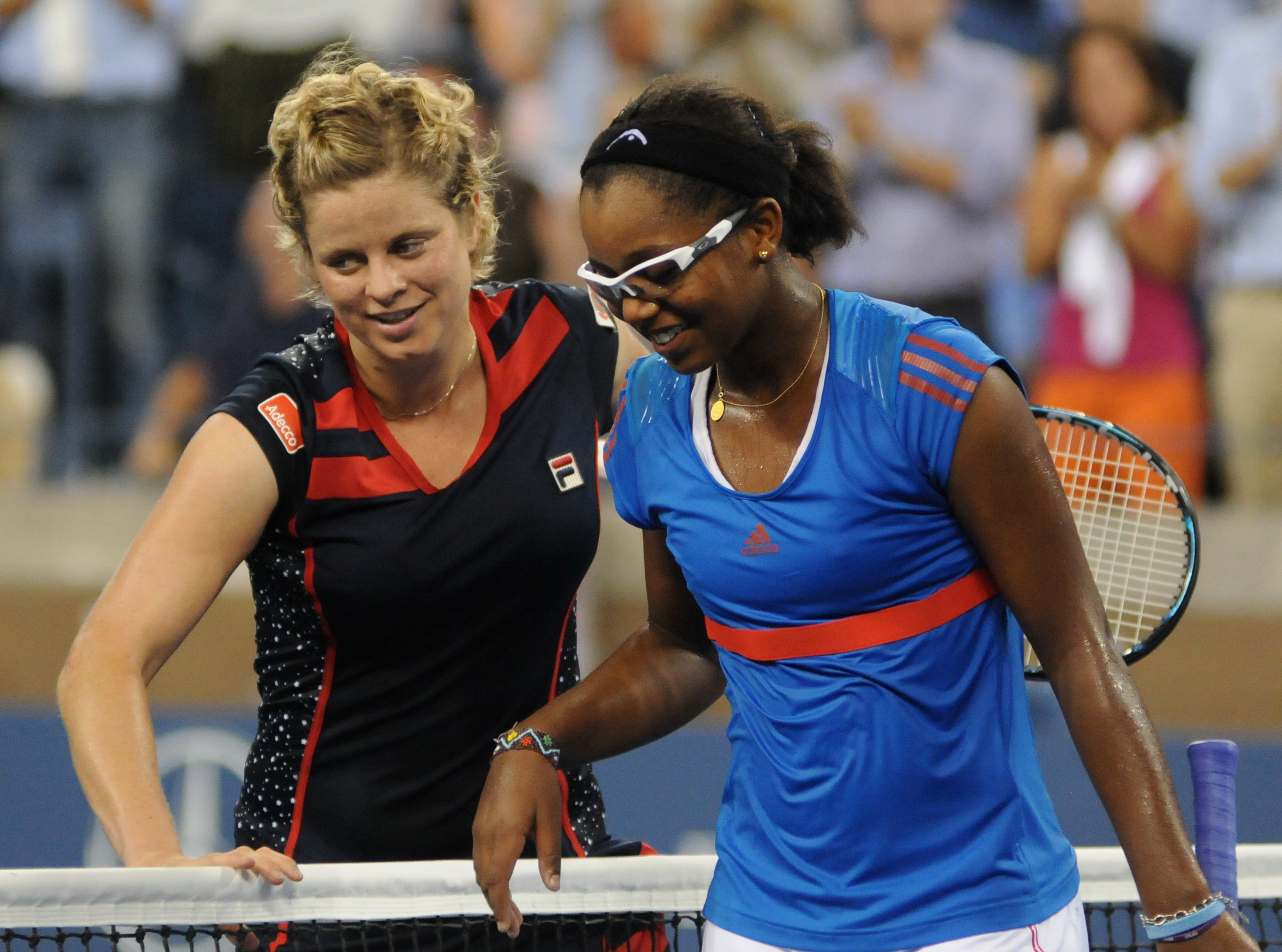
Victoria Duval après sa défaite contre Kim Clijsters lors de sa première participation à l'US Open en 2012.

Victoria Duval est née à Miami, a grandi en Haïti jusqu'à l'âge de 8 ans. Elle a une enfance confortable à Port-au-Prince avec son père - Jean Maurice gynécologue-obstétricien et Nadine sa mère, danseuse professionnelle qu'elle rêve d'imiter. Elle a découvert le tennis par hasard. À 7 ans, elle accompagne ses frères à un tournoi à Saint-Domingue. Elle ne savait même pas compter les points. En jouant pour occuper le temps, elle s'adjuge le trophée et change alors de vocation.
La famille Duval rentre aux États-Unis à la suite d'un enlèvement dont est victime Victoria. Une séquestration pour une rançon qui reste un traumatisme dont elle évite de parler. La joueuse reste attachée à Haïti. Le Premier Ministre de Haïti, Laurent Lamothe, lui a adressé ses plus vives félicitations à la suite de sa victoire au tournoi national de tennis de San Diego. Victoria Duval semble avoir pris la suite de Ronald Agenor, 22e mondial en 1989, qui avait réussi à faire exister Haïti sur les courts.
Son père a miraculeusement survécu au tremblement de terre de 2010 qui a tué plus de 100 000 personnes en Haïti. Grièvement blessé, il sort des décombres après 11 heures de recherche grâce à l'aide d'un ami qui a dépêché un hélicoptère pour l'évacuer vers les États-Unis.
Victoria Duval passe chez Bollettieri Academy et poursuit une progression irrésistible récompensée par sa belle campagne à l'US Open 2013.
De petit gabarit et portant des lunettes, elle est puissante et endurante.
Elle est une amie et admiratrice de Venus Williams qui est son mentor. Leur rencontre et amitié commence à la suite de la défaite de Victoria Duval à l'US Open face à Kim Clijsters ; dans les vestiaires, Venus la félicite pour un revers en cours de match. Victoria Duval obtient son email et ainsi débute leur correspondance.
Duval sort des qualifications du Tournoi de Wimbledon 2014 et atteint le deuxième tour où elle est battue par Belinda Bencic. Durant les qualifications de ce tournoi, Duval apprend qu'elle est atteinte d'un lymphome de Hodgkin qui l'oblige à arrêter sa carrière pour suivre son traitement.
Duval, guérie de sa maladie, peut reprendre la compétition en août 2015 et est invitée à prendre part aux qualifications de l'US Open.

## Palmarès

### Titre en simple dames
Aucun

### Finale en simple dames
Aucune

### Titre en double dames
Aucun

### Finale en double dames
Aucune

## Parcours en Grand Chelem

### En simple dames
| Année | Open d'Australie | Open d'Australie   | Internationaux de France | Internationaux de France | Wimbledon       | Wimbledon       | US Open         | US Open           |
| ----- | ---------------- | ------------------ | ------------------------ | ------------------------ | --------------- | --------------- | --------------- | ----------------- |
| 2012  | —                | —                  | —                        | —                        | —               | —               | 1er tour (1/64) | Kim Clijsters     |
| 2013  | —                | —                  | —                        | —                        | —               | —               | 2e tour (1/32)  | D. Hantuchová     |
| 2014  | Q3               | Kateřina Siniaková | Q1                       | Tereza Smitková          | 2e tour (1/32)  | Belinda Bencic  | —               | —                 |
| 2015  | —                | —                  | —                        | —                        | —               | —               | Q2              | Alla Kudryavtseva |
| 2016  | 1er tour (1/64)  | Elina Svitolina    | —                        | —                        | 1er tour (1/64) | Daria Kasatkina | —               | —                 |
| 2017  | —                | —                  | —                        | —                        | —               | —               | Q3              | Allie Kiick       |
| 2018  | —                | —                  | —                        | —                        | —               | —               | Q1              | Sofya Zhuk        |

N.B. : à droite du résultat se trouve le nom de l'ultime adversaire.

### En double dames
N'a jamais participé à un tableau final.

### En double mixte
| Année | Open d'Australie | Open d'Australie | Internationaux de France | Internationaux de France | Wimbledon | Wimbledon | US Open                      | US Open                  |
| ----- | ---------------- | ---------------- | ------------------------ | ------------------------ | --------- | --------- | ---------------------------- | ------------------------ |
| 2013  | -                | -                | -                        | -                        | -         | -         | 1er tour (1/16) Donald Young | Raquel Kops Treat Huey   |
| 2015  | -                | -                | -                        | -                        | -         | -         | 1er tour (1/16) C. Harrison  | Julia Görges N. Zimonjić |

Sous le résultat, le partenaire ; à droite, l’ultime équipe adverse.

## Parcours en «Premier Mandatory» et «Premier 5»
Découlant d'une réforme du circuit WTA inaugurée en 2009, les tournois WTA « Premier Mandatory » et « Premier 5 » constituent les catégories d'épreuves les plus prestigieuses, après les quatre levées du Grand Chelem.

### En simple dames
| Année |       |              |         |                              |                            |        |            |       |             |       |  |  |
| Doha  | Dubaï | Indian Wells | Miami   | Madrid                       | Rome                       | Canada | Cincinnati | Pékin |             | Tokyo |  |  |
| Doha  | Dubaï | Indian Wells | Miami   | Madrid                       | Rome                       | Canada | Cincinnati | Pékin | Wuhan       |       |  |  |
| Doha  | Dubaï | Indian Wells | Miami   | Madrid                       | Rome                       | Canada | Cincinnati | Pékin | Guadalajara |       |  |  |
| 2013  |       |              | WTA 500 |                              | 2e tour (1/32) J. Janković |        |            |       |             |       |  |  |
| 2014  |       |              | WTA 500 | 1er tour (1/64) A.Kleybanova | 1er tour (1/64) K. Bertens |        |            |       |             |       |  |  |

Sous le résultat, l’ultime adversaire.
1. 1 2   Les tournois de Doha et Dubaï alternent le statut de tournoi WTA 1000 (ex Premier 5) entre 2009 et 2023 : les trois premières éditions ont lieu à Dubaï, les trois suivantes à Doha, puis Dubaï accueille le tournoi de cette catégorie les années impaires et Dubaï les années paires. De 2011 à 2023, la ville qui n’accueille pas de WTA 1000 organise à la place un tournoi WTA 500 (ex Premier).
2. 1 2 3 4 5 6 7 8   L’ordre de déroulement des tournois a évolué depuis 2009 : Rome se dispute avant Madrid et Cincinnati avant Montréal/Toronto jusqu’en 2010, tandis que Tokyo (2009-2013)-Wuhan (2014-2019, 2024-)-Guadalajara (2022-2023) ont lieu avant Pékin jusqu’en 2023.

## Classements WTA en fin de saison
| Année          | 2011 | 2012 | 2013 | 2014 | 2015 | 2016 | 2017 |
| Rang en simple | 671  | 518  | 168  | 136  | 652  | 733  | 229  |
| Rang en double | 736  | -    | 411  | -    | -    | -    | 644  |

Source : (en) Classements de Victoria Duval sur le site officiel de la Fédération internationale de tennis